# Saison 2021-2022 des Hawks d'Atlanta
La saison 2021-2022 des Hawks d'Atlanta est la 72e saison de la franchise en National Basketball Association (NBA) et la 54e saison dans la ville de Atlanta.
Le 20 août 2021, la ligue annonce que la saison régulière démarre le 19 octobre 2021, avec un format typique de 82 matchs.  
L'équipe commence la saison avec le statut de finaliste de la conférence Est, à la suite des playoffs 2021, et avec de grandes ambitions. Néanmoins, la franchise reste une bonne partie de la saison sous la barre des 50% de victoires mais parvient à se hisser au play-in tournament. Les Hawks éliminent successivement les Hornets de Charlotte et les Cavaliers de Cleveland pour accéder au premier tour des playoffs et se positionner en huitième position dans la conférence.
L'équipe affronte le Heat de Miami au premier tour, arrivé 1er de la conférence Est au cours de la saison régulière, mais s'incline au terme de cinq matchs dans la série.

## Draft
| Tour | Choix | Joueur         | Poste | Nationalité | Provenance          |
| ---- | ----- | -------------- | ----- | ----------- | ------------------- |
| 1    | 20    | Jalen Johnson  | SF    | États-Unis  | Blue Devils de Duke |
| 2    | 48    | Sharife Cooper | PG    | États-Unis  | Tigers d'Auburn     |

## Matchs

### Summer League
| Summer League Total: 2-3 |

| Match | Date match | Équipe       | Score        | Meilleur marqueur    | Meilleur rebondeur           | Meilleur passeur             | Lieux                | Série |
| ----- | ---------- | ------------ | ------------ | -------------------- | ---------------------------- | ---------------------------- | -------------------- | ----- |
| 1     | 8 août     | Boston       | D 83-85      | Jalen Johnson (20)   | Jalen Johnson (10)           | Sharife Cooper (6)           | Cox Pavilion         | 0 - 1 |
| 2     | 10 août    | Indiana      | V 84-83      | Sharife Cooper (21)  | Jalen Johnson (10)           | Sharife Cooper (9)           | Cox Pavilion         | 1 - 1 |
| 3     | 12 août    | Philadelphie | D 88-96 (OT) | Sharife Cooper (21)  | Jalen Johnson (9)            | Sharife Cooper (12)          | Cox Pavilion         | 1 - 2 |
| 4     | 14 août    | Miami        | V 94-90      | Skylar Mays (26)     | Jalen Johnson (7)            | Skylar Mays (9)              | Thomas & Mack Center | 2 - 2 |
| 5     | 16 août    | New York     | D 85-104     | Javin DeLaurier (18) | Akoon-Purcell, DeLaurier (7) | Akoon-Purcell, Schofield (4) | Cox Pavilion         | 2 - 3 |

### Pré-saison
| Pré-saison Total: 2-2 (Domicile : 1-1; Extérieur : 1-1) |

| Match | Date match | Équipe    | Score    | Meilleur marqueur  | Meilleur rebondeur | Meilleur passeur      | Lieux Spectateurs       | Série |
| ----- | ---------- | --------- | -------- | ------------------ | ------------------ | --------------------- | ----------------------- | ----- |
| 1     | 4 octobre  | @ Miami   | D 99-125 | Trois joueurs (14) | John Collins (9)   | Delon Wright (5)      | FTX Arena 19 600        | 0 - 1 |
| 2     | 6 octobre  | Cleveland | D 96-99  | Cam Reddish (20)   | Gorgui Dieng (11)  | Gorgui Dieng (6)      | State Farm Arena 11 158 | 0 - 2 |
| 3     | 9 octobre  | @ Memphis | V 91-87  | John Collins (16)  | John Collins (12)  | Bogdan Bogdanović (5) | FedExForum 11 027       | 1 - 2 |
| 4     | 14 octobre | Miami     | V 127-92 | Trae Young (27)    | John Collins (11)  | Trae Young (15)       | State Farm Arena 12 527 | 2 - 2 |

### Saison régulière
| Saison régulière Total: 43-39 (Domicile : 28-14; Extérieur : 15-25) |

| Match | Date match | Équipe                | Score     | Meilleur marqueur | Meilleur rebondeur   | Meilleur passeur | Lieux Spectateurs                 | Série |
| ----- | ---------- | --------------------- | --------- | ----------------- | -------------------- | ---------------- | --------------------------------- | ----- |
| 1     | 21 octobre | Dallas                | V 113-87  | Cam Reddish (20)  | Clint Capela (13)    | Trae Young (14)  | State Farm Arena 17 162           | 1 - 0 |
| 2     | 23 octobre | @ Cleveland           | D 95-101  | Trae Young (24)   | Clint Capela (14)    | Trae Young (7)   | Rocket Mortgage FieldHouse 16 848 | 1 - 1 |
| 3     | 25 octobre | Détroit               | V 122-104 | Trae Young (32)   | Gorgui Dieng (12)    | Trae Young (9)   | State Farm Arena 14 209           | 2 - 1 |
| 4     | 27 octobre | @ La Nouvelle-Orléans | V 102-99  | Trae Young (31)   | Capela, Collins (12) | Trae Young (7)   | Smoothie King Center 15 541       | 3 - 1 |
| 5     | 28 octobre | @ Washington          | D 111-122 | John Collins (28) | John Collins (12)    | Trae Young (13)  | Capital One Arena 13 653          | 3 - 2 |
| 6     | 30 octobre | @ Philadelphie        | D 94-122  | Cam Reddish (16)  | Clint Capela (12)    | Trae Young (10)  | Wells Fargo Center 20 031         | 3 - 3 |

| Match | Date match   | Équipe         | Score     | Meilleur marqueur    | Meilleur rebondeur  | Meilleur passeur  | Lieux Spectateurs              | Série   |
| ----- | ------------ | -------------- | --------- | -------------------- | ------------------- | ----------------- | ------------------------------ | ------- |
| 7     | 1er novembre | Washington     | V 118-111 | Trae Young (26)      | Clint Capela (12)   | Trois joueurs (6) | State Farm Arena 14 632        | 4 - 3   |
| 8     | 3 novembre   | @ Brooklyn     | D 108-117 | De'Andre Hunter (26) | Clint Capela (16)   | Trae Young (10)   | Barclays Center 17 323         | 4 - 4   |
| 9     | 4 novembre   | Utah           | D 98-116  | Trae Young (21)      | Clint Capela (10)   | Trae Young (7)    | State Farm Arena 16 590        | 4 - 5   |
| 10    | 6 novembre   | @ Phoenix      | D 117-121 | Trae Young (31)      | Clint Capela (13)   | Trae Young (13)   | Footprint Center 15 412        | 4 - 6   |
| 11    | 8 novembre   | @ Golden State | D 113-127 | Trae Young (28)      | Capela, Collins (6) | Trae Young (9)    | Chase Center 18 064            | 4 - 7   |
| 12    | 9 novembre   | @ Utah         | D 98-110  | Kevin Huerter (28)   | Clint Capela (12)   | Trae Young (6)    | Vivint Smart Home Arena 18 306 | 4 - 8   |
| 13    | 12 novembre  | @ Denver       | D 96-105  | Trae Young (30)      | Clint Capela (13)   | Trae Young (9)    | Ball Arena 16 849              | 4 - 9   |
| 14    | 14 novembre  | Milwaukee      | V 120-100 | Trae Young (42)      | Clint Capela (13)   | Trae Young (10)   | State Farm Arena 16 901        | 5 - 9   |
| 15    | 15 novembre  | Orlando        | V 129-111 | Collins, Young (23)  | Clint Capela (16)   | Trae Young (6)    | State Farm Arena 13 061        | 6 - 9   |
| 16    | 17 novembre  | Boston         | V 110-99  | John Collins (20)    | Clint Capela (12)   | Trae Young (11)   | State Farm Arena 16 445        | 7 - 9   |
| 17    | 20 novembre  | Charlotte      | V 115-105 | Clint Capela (20)    | Clint Capela (15)   | Trae Young (9)    | State Farm Arena 17 320        | 8 - 9   |
| 18    | 22 novembre  | Oklahoma City  | V 113-101 | Trae Young (30)      | Clint Capela (14)   | Trae Young (6)    | State Farm Arena 15 806        | 9 - 9   |
| 19    | 24 novembre  | @ San Antonio  | V 124-106 | Trae Young (31)      | Clint Capela (13)   | Trae Young (11)   | AT&T Center 13 161             | 10 - 9  |
| 20    | 26 novembre  | @ Memphis      | V 132-100 | Trae Young (31)      | Clint Capela (17)   | Trae Young (10)   | FedExForum 16 622              | 11 - 9  |
| 21    | 27 novembre  | New York       | D 90-99   | Trae Young (33)      | Clint Capela (21)   | Trae Young (7)    | State Farm Arena 17 287        | 11 - 10 |

| Match | Date match   | Équipe         | Score     | Meilleur marqueur    | Meilleur rebondeur | Meilleur passeur     | Lieux Spectateurs                 | Série   |
| ----- | ------------ | -------------- | --------- | -------------------- | ------------------ | -------------------- | --------------------------------- | ------- |
| 22    | 1er décembre | @ Indiana      | V 114-111 | Trae Young (33)      | Clint Capela (9)   | Trae Young (10)      | Gainbridge Fieldhouse 12 656      | 12 - 10 |
| 23    | 3 décembre   | Philadelphie   | D 96-98   | Trae Young (25)      | Clint Capela (11)  | Trae Young (10)      | State Farm Arena 17 092           | 12 - 11 |
| 24    | 5 décembre   | Charlotte      | D 127-130 | John Collins (31)    | Clint Capela (14)  | Trae Young (15)      | State Farm Arena 16 383           | 12 - 12 |
| 25    | 6 décembre   | @ Minnesota    | V 121-110 | Trae Young (29)      | Clint Capela (16)  | Trae Young (11)      | Target Center 15 736              | 13 - 12 |
| 26    | 10 décembre  | Brooklyn       | D 105-113 | Trae Young (31)      | Clint Capela (16)  | Trae Young (10)      | State Farm Arena 17 074           | 13 - 13 |
| 27    | 13 décembre  | Houston        | D 126-132 | Trae Young (41)      | Clint Capela (16)  | Trae Young (9)       | State Farm Arena 15 456           | 13 - 14 |
| 28    | 15 décembre  | @ Orlando      | V 111-99  | Trae Young (28)      | Clint Capela (11)  | Huerter, Wright (5)  | Amway Center 13 576               | 14 - 14 |
| 29    | 17 décembre  | Denver         | D 115-133 | Trae Young (34)      | Clint Capela (11)  | Trae Young (10)      | State Farm Arena 16 114           | 14 - 15 |
| -     | 19 décembre  | Cleveland      | Reporté   | Reporté              | Reporté            | Reporté              | State Farm Arena                  | -       |
| 30    | 22 décembre  | Orlando        | D 98-104  | Cam Reddish (34)     | John Collins (12)  | Lance Stephenson (5) | State Farm Arena 15 299           | 14 - 16 |
| 31    | 23 décembre  | @ Philadelphie | V 98-96   | Cam Reddish (18)     | Skylar Mays (11)   | Delon Wright (6)     | Wells Fargo Center 20 408         | 15 - 16 |
| 32    | 25 décembre  | @ New York     | D 87-101  | Collins, Wright (20) | Clint Capela (9)   | Gorgui Dieng (5)     | Madison Square Garden 19 812      | 15 - 17 |
| 33    | 27 décembre  | Chicago        | D 118-130 | Cam Reddish (33)     | Clint Capela (16)  | Trae Young (9)       | State Farm Arena 17 049           | 15 - 18 |
| 34    | 29 décembre  | @ Chicago      | D 117-131 | Trae Young (26)      | Clint Capela (15)  | Trae Young (11)      | United Center 21 372              | 15 - 19 |
| 35    | 31 décembre  | @ Cleveland    | V 121-118 | Trae Young (35)      | Clint Capela (23)  | Trae Young (11)      | Rocket Mortgage FieldHouse 17 745 | 16 - 19 |

| Match | Date match | Équipe          | Score     | Meilleur marqueur        | Meilleur rebondeur     | Meilleur passeur  | Lieux Spectateurs       | Série   |
| ----- | ---------- | --------------- | --------- | ------------------------ | ---------------------- | ----------------- | ----------------------- | ------- |
| 36    | 3 janvier  | @ Portland      | D 131-136 | Trae Young (56)          | Capela, Gallinari (11) | Trae Young (14)   | Moda Center 15 091      | 16 - 20 |
| 37    | 5 janvier  | @ Sacramento    | V 108-102 | Kevin Huerter (25)       | Clint Capela (14)      | Kevin Huerter (5) | Golden 1 Center 13 104  | 17 - 20 |
| 38    | 7 janvier  | @ L.A. Lakers   | D 118-134 | Trae Young (25)          | Clint Capela (11)      | Trae Young (14)   | Crypto.com Arena 18 997 | 17 - 21 |
| 39    | 9 janvier  | @ L.A. Clippers | D 93-106  | Bogdanović, Young (19)   | Onyeka Okongwu (10)    | Trae Young (7)    | Crypto.com Arena 14 836 | 17 - 22 |
| 40    | 12 janvier | Miami           | D 91-115  | John Collins (16)        | John Collins (11)      | Trae Young (5)    | State Farm Arena 15 355 | 17 - 23 |
| 41    | 14 janvier | @ Miami         | D 118-124 | Trae Young (24)          | Onyeka Okongwu (6)     | Trae Young (9)    | FTX Arena 19 600        | 17 - 24 |
| 42    | 15 janvier | New York        | D 108-117 | Trae Young (29)          | Kevin Huerter (6)      | Kevin Huerter (6) | State Farm Arena 16 414 | 17 - 25 |
| 43    | 17 janvier | Milwaukee       | V 121-114 | Trae Young (30)          | John Collins (12)      | Trae Young (11)   | State Farm Arena 16 903 | 18 - 25 |
| 44    | 19 janvier | Minnesota       | V 134-122 | Trae Young (37)          | John Collins (12)      | Trae Young (14)   | State Farm Arena 15 199 | 19 - 25 |
| 45    | 21 janvier | Miami           | V 110-108 | Trae Young (28)          | De'Andre Hunter (10)   | Trae Young (7)    | State Farm Arena 16 385 | 20 - 25 |
| 46    | 23 janvier | @ Charlotte     | V 113-91  | Trae Young (30)          | Clint Capela (8)       | John Collins (5)  | Spectrum Center 15 822  | 21 - 25 |
| 47    | 26 janvier | Sacramento      | V 121-104 | Bogdanović, Okongwu (18) | Danilo Gallinari (9)   | Trae Young (10)   | State Farm Arena 15 080 | 22 - 25 |
| 48    | 28 janvier | Boston          | V 108-92  | Collins, Young (21)      | Collins, Young (9)     | Trae Young (6)    | State Farm Arena 16 932 | 23 - 25 |
| 49    | 30 janvier | L.A. Lakers     | V 129-121 | Trae Young (36)          | John Collins (11)      | Trae Young (12)   | State Farm Arena 17 391 | 24 - 25 |
| 50    | 31 janvier | Toronto         | D 100-106 | Kevin Huerter (26)       | Onyeka Okongwu (9)     | Delon Wright (7)  | State Farm Arena 14 168 | 24 - 26 |

| Match                  | Date match | Équipe      | Score     | Meilleur marqueur      | Meilleur rebondeur | Meilleur passeur      | Lieux Spectateurs               | Série   |
| ---------------------- | ---------- | ----------- | --------- | ---------------------- | ------------------ | --------------------- | ------------------------------- | ------- |
| 51                     | 3 février  | Phoenix     | V 124-115 | Trae Young (43)        | Clint Capela (12)  | Bogdan Bogdanović (6) | State Farm Arena 16 958         | 25 - 26 |
| 52                     | 4 février  | @ Toronto   | D 114-125 | Collins, Hunter (23)   | Clint Capela (9)   | Trae Young (13)       | Scotiabank Arena 0              | 25 - 27 |
| 53                     | 6 février  | @ Dallas    | D 94-103  | John Collins (22)      | John Collins (18)  | Trae Young (11)       | American Airlines Center 19 887 | 25 - 28 |
| 54                     | 8 février  | Indiana     | V 133-112 | Trae Young (34)        | Clint Capela (12)  | Trae Young (11)       | State Farm Arena 14 265         | 26 - 28 |
| 55                     | 11 février | San Antonio | D 121-136 | Bogdan Bogdanović (23) | Clint Capela (11)  | Trae Young (11)       | State Farm Arena 17 234         | 26 - 29 |
| 56                     | 13 février | @ Boston    | D 95-105  | Trae Young (30)        | Clint Capela (17)  | Trae Young (10)       | TD Garden 19 156                | 26 - 30 |
| 57                     | 15 février | Cleveland   | V 124-116 | Trae Young (41)        | Trois joueurs (7)  | Trae Young (9)        | State Farm Arena 15 947         | 27 - 30 |
| 58                     | 16 février | @ Orlando   | V 130-109 | Bogdan Bogdanović (23) | Clint Capela (9)   | Bogdanović, Young (6) | Amway Center 14 398             | 28 - 30 |
| NBA All-Star Game 2022 |            |             |           |                        |                    |                       |                                 |         |
| 59                     | 24 février | @ Chicago   | D 108-112 | Bogdan Bogdanović (27) | Clint Capela (17)  | Trae Young (10)       | United Center 21 236            | 28 - 31 |
| 60                     | 26 février | Toronto     | V 127-100 | Trae Young (41)        | Clint Capela (9)   | Trae Young (11)       | State Farm Arena 17 870         | 29 - 31 |

| Match | Date match | Équipe              | Score          | Meilleur marqueur      | Meilleur rebondeur    | Meilleur passeur      | Lieux Spectateurs            | Série   |
| ----- | ---------- | ------------------- | -------------- | ---------------------- | --------------------- | --------------------- | ---------------------------- | ------- |
| 61    | 1er mars   | @ Boston            | D 98-107       | Trae Young (31)        | Clint Capela (11)     | Trae Young (6)        | TD Garden 19 156             | 29 - 32 |
| 62    | 3 mars     | Chicago             | V 130-124      | Trae Young (39)        | Clint Capela (11)     | Trae Young (13)       | State Farm Arena 17 522      | 30 - 32 |
| 63    | 4 mars     | @ Washington        | V 117-114      | De'Andre Hunter (26)   | Clint Capela (12)     | Trae Young (8)        | Capital One Arena 15 927     | 31 - 32 |
| 64    | 7 mars     | @ Détroit           | D 110-113 (OT) | Bogdan Bogdanović (22) | Clint Capela (12)     | Trae Young (12)       | Little Caesars Arena 14 942  | 31 - 33 |
| 65    | 9 mars     | @ Milwaukee         | D 115-124      | Trae Young (27)        | Clint Capela (9)      | Trae Young (11)       | Fiserv Forum 17 341          | 31 - 34 |
| 66    | 11 mars    | L.A. Clippers       | V 112-106      | Trae Young (27)        | Clint Capela (11)     | Trae Young (11)       | State Farm Arena 16 862      | 32 - 34 |
| 67    | 13 mars    | Indiana             | V 131-128      | Trae Young (47)        | Onyeka Okongwu (9)    | Bogdan Bogdanović (6) | State Farm Arena 17 038      | 33 - 34 |
| 68    | 14 mars    | Portland            | V 122-113      | Trae Young (46)        | Clint Capela (16)     | Trae Young (12)       | State Farm Arena 16 432      | 34 - 34 |
| 69    | 16 mars    | @ Charlotte         | D 106-116      | De'Andre Hunter (21)   | Clint Capela (15)     | Trae Young (15)       | Spectrum Center 16 648       | 34 - 35 |
| 70    | 18 mars    | Memphis             | V 120-105      | Bogdan Bogdanović (30) | Onyeka Okongwu (9)    | Kevin Huerter (7)     | State Farm Arena 18 062      | 35 - 35 |
| 71    | 20 mars    | La Nouvelle-Orléans | D 112-117      | Danilo Gallinari (27)  | Clint Capela (10)     | Trae Young (10)       | State Farm Arena 17 123      | 35 - 36 |
| 72    | 22 mars    | @ New York          | V 117-111      | Trae Young (45)        | Danilo Gallinari (10) | Trae Young (8)        | Madison Square Garden 19 812 | 36 - 36 |
| 73    | 23 mars    | @ Détroit           | D 101-122      | Trae Young (21)        | Clint Capela (9)      | Trae Young (9)        | Little Caesars Arena 16 212  | 36 - 37 |
| 74    | 25 mars    | Golden State        | V 121-110      | Trae Young (33)        | Clint Capela (13)     | Trae Young (15)       | State Farm Arena 17 724      | 37 - 37 |
| 75    | 28 mars    | @ Indiana           | V 132-123      | Bogdan Bogdanović (29) | Clint Capela (15)     | Trae Young (16)       | Gainbridge Fieldhouse 14 212 | 38 - 37 |
| 76    | 30 mars    | @ Oklahoma City     | V 136-118      | Trae Young (41)        | Onyeka Okongwu (13)   | Trae Young (8)        | Paycom Center 15 595         | 39 - 37 |
| 77    | 31 mars    | Cleveland           | V 131-107      | Trae Young (30)        | Clint Capela (14)     | Trae Young (9)        | State Farm Arena 17 491      | 40 - 37 |

| Match | Date match | Équipe     | Score     | Meilleur marqueur | Meilleur rebondeur    | Meilleur passeur | Lieux Spectateurs       | Série   |
| ----- | ---------- | ---------- | --------- | ----------------- | --------------------- | ---------------- | ----------------------- | ------- |
| 78    | 2 avril    | Brooklyn   | V 122-115 | Trae Young (36)   | Clint Capela (12)     | Trae Young (10)  | State Farm Arena 18 126 | 41 - 37 |
| 79    | 5 avril    | @ Toronto  | D 108-118 | Trae Young (26)   | Clint Capela (14)     | Trae Young (15)  | Scotiabank Arena 19 800 | 41 - 38 |
| 80    | 6 avril    | Washington | V 118-103 | Trae Young (30)   | Danilo Gallinari (10) | Trae Young (11)  | State Farm Arena 17 381 | 42 - 38 |
| 81    | 8 avril    | @ Miami    | D 109-113 | Trae Young (35)   | Clint Capela (14)     | Trae Young (8)   | FTX Arena 19 993        | 42 - 39 |
| 82    | 10 avril   | @ Houston  | V 130-114 | Trae Young (28)   | Clint Capela (13)     | Trae Young (11)  | Toyota Center 18 055    | 43 - 39 |

### Play-in tournament
| Play-in Total: 2-0 (Domicile : 1-0; Extérieur : 1-0) |

| Match | Date match | Équipe    | Score     | Meilleur marqueur | Meilleur rebondeur | Meilleur passeur | Lieux Spectateurs       | Série |
| ----- | ---------- | --------- | --------- | ----------------- | ------------------ | ---------------- | ----------------------- | ----- |
| 1     | 13 avril   | Charlotte | V 132-103 | Trae Young (24)   | Clint Capela (17)  | Trae Young (11)  | State Farm Arena 18 137 | 1 - 0 |

| Match | Date match | Équipe      | Score     | Meilleur marqueur | Meilleur rebondeur | Meilleur passeur | Lieux Spectateurs                 | Série |
| ----- | ---------- | ----------- | --------- | ----------------- | ------------------ | ---------------- | --------------------------------- | ----- |
| 1     | 15 avril   | @ Cleveland | V 107-101 | Trae Young (38)   | Onyeka Okongwu (9) | Trae Young (9)   | Rocket Mortgage FieldHouse 19 432 | 1 - 0 |

### Playoffs
| Playoffs Total: 1-4 (Domicile : 1-1; Extérieur : 0-3) |

| Match | Date match | Équipe  | Score     | Meilleur marqueur      | Meilleur rebondeur    | Meilleur passeur | Lieux Spectateurs       | Série |
| ----- | ---------- | ------- | --------- | ---------------------- | --------------------- | ---------------- | ----------------------- | ----- |
| 1     | 17 avril   | @ Miami | D 91-115  | Danilo Gallinari (17)  | Onyeka Okongwu (7)    | Delon Wright (6) | FTX Arena 19 514        | 0 - 1 |
| 2     | 19 avril   | @ Miami | D 105-115 | Bogdan Bogdanović (29) | John Collins (10)     | Trae Young (7)   | FTX Arena 19 950        | 0 - 2 |
| 3     | 22 avril   | Miami   | V 111-110 | Trae Young (24)        | Bogdan Bogdanović (8) | Trae Young (8)   | State Farm Arena 18 421 | 1 - 2 |
| 4     | 24 avril   | Miami   | D 86-110  | De'Andre Hunter (24)   | Trois joueurs (7)     | Trae Young (5)   | State Farm Arena 18 951 | 1 - 3 |
| 5     | 26 avril   | @ Miami | D 94-97   | De'Andre Hunter (35)   | De'Andre Hunter (11)  | Trae Young (6)   | FTX Arena 19 553        | 1 - 4 |

### Confrontations en saison régulière
| Conférence Est      | Conférence Est                              | Conférence Est                              | Conférence Est                              | Conférence Est                              | Conférence Ouest                            | Conférence Ouest                            | Conférence Ouest                            |
| Division Atlantique | Division Atlantique                         | Division Atlantique                         | Division Atlantique                         | Division Atlantique                         | Division Nord-Ouest                         | Division Nord-Ouest                         | Division Nord-Ouest                         |
| Équipe              | Domicile                                    | Domicile                                    | Extérieur                                   | Extérieur                                   | Équipe                                      | Domicile                                    | Extérieur                                   |
| ------------------- | ------------------------------------------- | ------------------------------------------- | ------------------------------------------- | ------------------------------------------- | ------------------------------------------- | ------------------------------------------- | ------------------------------------------- |
| Boston              | 110-99                                      | 108-92                                      | 95-105                                      | 98-107                                      | Denver                                      | 115-133                                     | 96-105                                      |
| Brooklyn            | 105-113                                     | 122-115                                     | 108-117                                     |                                             | Minnesota                                   | 134-122                                     | 121-110                                     |
| New York            | 90-99                                       | 108-117                                     | 87-101                                      | 117-111                                     | Oklahoma City                               | 113-101                                     | 136-118                                     |
| Philadelphie        | 96-98                                       |                                             | 94-122                                      | 98-96                                       | Portland                                    | 122-113                                     | 131-136                                     |
| Toronto             | 100-106                                     | 127-100                                     | 114-125                                     | 108-118                                     | Utah                                        | 98-116                                      | 98-110                                      |
|                     | 4–5                                         | 4–5                                         | 2–7                                         | 2–7                                         |                                             | 3–2                                         | 2–3                                         |
| Division            | 6–12                                        | 6–12                                        | 6–12                                        | 6–12                                        | Division                                    | 5–5                                         | 5–5                                         |
| Division Centrale   | Division Centrale                           | Division Centrale                           | Division Centrale                           | Division Centrale                           | Division Pacifique                          | Division Pacifique                          | Division Pacifique                          |
| Équipe              | Domicile                                    | Domicile                                    | Extérieur                                   | Extérieur                                   | Équipe                                      | Domicile                                    | Extérieur                                   |
| Chicago             | 118-130                                     | 130-124                                     | 117-131                                     | 108-112                                     | Golden State                                | 121-110                                     | 113-127                                     |
| Cleveland           | 124-116                                     | 131-107                                     | 95-101                                      | 121-118                                     | L.A. Clippers                               | 112-106                                     | 93-106                                      |
| Detroit             | 122-104                                     |                                             | 110-113 (OT)                                | 101-122                                     | L.A. Lakers                                 | 129-121                                     | 118-134                                     |
| Indiana             | 133-112                                     | 131-128                                     | 114-111                                     | 132-123                                     | Phoenix                                     | 124-115                                     | 117-121                                     |
| Milwaukee           | 120-100                                     | 121-114                                     | 115-124                                     |                                             | Sacramento                                  | 121-104                                     | 108-102                                     |
|                     | 8–1                                         | 8–1                                         | 3–6                                         | 3–6                                         |                                             | 5–0                                         | 1–4                                         |
| Division            | 11–7                                        | 11–7                                        | 11–7                                        | 11–7                                        | Division                                    | 6–4                                         | 6–4                                         |
| Division Sud-Est    | Division Sud-Est                            | Division Sud-Est                            | Division Sud-Est                            | Division Sud-Est                            | Division Sud-Ouest                          | Division Sud-Ouest                          | Division Sud-Ouest                          |
| Équipe              | Domicile                                    | Domicile                                    | Extérieur                                   | Extérieur                                   | Équipe                                      | Domicile                                    | Extérieur                                   |
|                     |                                             |                                             |                                             |                                             | Dallas                                      | 113-87                                      | 94-103                                      |
| Charlotte           | 115-105                                     | 127-130                                     | 113-91                                      | 106-116                                     | Houston                                     | 126-132                                     | 130-114                                     |
| Miami               | 91-115                                      | 110-108                                     | 118-124                                     | 109-113                                     | Memphis                                     | 120-105                                     | 132-100                                     |
| Orlando             | 129-111                                     | 98-104                                      | 111-99                                      | 130-109                                     | New Orleans                                 | 112-117                                     | 102-99                                      |
| Washington          | 118-111                                     | 118-103                                     | 111-122                                     | 117-114                                     | San Antonio                                 | 121-136                                     | 124-106                                     |
|                     | 5–3                                         | 5–3                                         | 4–4                                         | 4–4                                         |                                             | 2–3                                         | 4–1                                         |
| Division            | 9–7                                         | 9–7                                         | 9–7                                         | 9–7                                         | Division                                    | 6–4                                         | 6–4                                         |
| Conférence          | 26–26 (Domicile : 17–9; Extérieur : 9–17)   | 26–26 (Domicile : 17–9; Extérieur : 9–17)   | 26–26 (Domicile : 17–9; Extérieur : 9–17)   | 26–26 (Domicile : 17–9; Extérieur : 9–17)   | Conférence                                  | 17–13 (Domicile : 10–5; Extérieur : 7–8)    | 17–13 (Domicile : 10–5; Extérieur : 7–8)    |
| Total               | 43–39 (Domicile : 27–14; Extérieur : 16–25) | 43–39 (Domicile : 27–14; Extérieur : 16–25) | 43–39 (Domicile : 27–14; Extérieur : 16–25) | 43–39 (Domicile : 27–14; Extérieur : 16–25) | 43–39 (Domicile : 27–14; Extérieur : 16–25) | 43–39 (Domicile : 27–14; Extérieur : 16–25) | 43–39 (Domicile : 27–14; Extérieur : 16–25) |

## Classements
| Conférence Est | Conférence Est              | Conférence Est | Conférence Est | Conférence Est | Conférence Est | Conférence Est | Conférence Est |
| No             | Franchise                   | Vic.           | Déf.           | MJ             | V/D            | GB             |                |
| -------------- | --------------------------- | -------------- | -------------- | -------------- | -------------- | -------------- | -------------- |
| 1              | c - Heat de Miami           | 53             | 29             | 82             | .646           | –              |                |
| 2              | y - Celtics de Boston       | 51             | 31             | 82             | .622           | 2              |                |
| 3              | y - Bucks de Milwaukee      | 51             | 31             | 82             | .622           | 2              |                |
| 4              | x - 76ers de Philadelphie   | 51             | 31             | 82             | .622           | 2              |                |
| 5              | x - Raptors de Toronto      | 48             | 34             | 82             | .585           | 5              |                |
| 6              | x - Bulls de Chicago        | 46             | 36             | 82             | .561           | 7              |                |
|                |                             |                |                |                |                |                |                |
| 7              | x - Nets de Brooklyn        | 44             | 38             | 82             | .537           | 9              |                |
| 8              | pi - Cavaliers de Cleveland | 44             | 38             | 82             | .537           | 9              |                |
| 9              | x - Hawks d'Atlanta         | 43             | 39             | 82             | .524           | 10             |                |
| 10             | pi - Hornets de Charlotte   | 43             | 39             | 82             | .524           | 10             |                |
|                |                             |                |                |                |                |                |                |
| 11             | o - Knicks de New York      | 37             | 45             | 82             | .451           | 16             |                |
| 12             | o - Wizards de Washington   | 35             | 47             | 82             | .427           | 18             |                |
| 13             | o - Pacers de l'Indiana     | 25             | 57             | 82             | .305           | 28             |                |
| 14             | o - Pistons de Détroit      | 23             | 59             | 82             | .280           | 30             |                |
| 15             | o - Magic d'Orlando         | 22             | 60             | 82             | .268           | 31             |                |

| Division Sud-Est          | V  | D  | MJ | V/D  | GB | Dom   | Ext   | Div  |
| ------------------------- | -- | -- | -- | ---- | -- | ----- | ----- | ---- |
| y - Heat de Miami         | 53 | 29 | 82 | .646 | –  | 29–12 | 24–17 | 13–3 |
| x - Hawks d'Atlanta       | 43 | 39 | 82 | .524 | 10 | 27–14 | 16–25 | 9–7  |
| o - Hornets de Charlotte  | 43 | 39 | 82 | .524 | 10 | 22–19 | 21–20 | 8–8  |
| o - Wizards de Washington | 35 | 46 | 82 | .427 | 18 | 21–20 | 14–27 | 7–9  |
| o - Magic d'Orlando       | 22 | 60 | 82 | .268 | 31 | 12–29 | 10–31 | 3–13 |